# سبورتيفو ديسامبارادوس
سبورتيفو ديسامبارادوس هو نادي رياضي أرجنتيني يقع في سان خوان. تأسس النادي في 10 سبتمبر 1919 ويشارك حاليًا في الدرجة الممتازة بالدوري الوطني الأرجنتيني، الذي يُعتبر المستوى الثاني في الهرم الكروي الأرجنتيني.

## وصلات خارجية
- الموقع الرسمي